# YJ-18
Le YJ-18 (désignation OTAN CH-SS-NX-13) est une famille chinoise de missiles de croisière, antinavires et d'attaque terrestre.

## Description
Le département américain de la Défense estime que le YJ-18 est similaire au 3M-54 Kalibr russe, avec un mode de croisière subsonique et une attaque terminale supersonique. Le missile est crédité d'une portée de 540 km, ce qui lui donnerait une zone de frappe de 906 km2.  Certains analystes occidentaux pensent que le YJ-18 est une copie du 3M-54E, avec une autonomie de 180 km à Mach 0,8 en vitesse de croisière et une autonomie de 40 km à Mach 2,5 à 3,0.  D'autres sources affirment que la variante lancée par sous-marin a une portée de 540 km avec une vitesse terminale de Mach 2 tout en volant à une altitude terminale inférieure à celle du Kalibr russe. Selon un rapport, le YJ-18 a été "spécialement conçu pour vaincre le système de combat Aegis",.
Le missile peut être lancé à partir de systèmes de lancement verticaux et éventuellement de tubes lance-torpilles sous-marins. Les médias chinois affirment que le missile dispose d'un système de guidage inertiel utilisant les données du système de navigation par satellite BeiDou et transporte un une ogive hautement explosive  de 300 kg ou une ogive anti-radar pour faire de la SEAD (en) à courte portée.
Le YJ-18 est déployé à bord du destroyer Type 052D et du destroyer Type 055. Il peut déjà être emporté par le sous-marin nucléaire d'attaque de classe Shang II équipé de cellules VLS, il remplacera le YJ-82 d'une portée de 37 km à bord des sous-marins à propulsion anaérobie (AIP) de classe Yuan et des sous-marins diesel-électriques de classe Song, il se déploiera probablement sur le sous-marin de type 095 et pourrait être capable de se déployer sur des sous-marins de classe Kilo.

## Variantes
- YJ-18 : Variante originale d'attaque terrestre lancée à partir de navires.
- YJ-18A : Variante antinavire embarquée à lancement vertical, déployée à bord des destroyers Type 052D et Type 055.
- YJ-18B : Variante lancée par sous-marin.
- YJ-18C : Version d'attaque terrestre lancée à partir de conteneurs d'expédition similaires au système de missiles Kalibr[10].
- Mobile Coastal Variant : version terrestre avec une désignation inconnue lancée par tracteur-érecteur-lanceur 12 × 12 (TEL), éventuellement équipée d'un plus grand booster pour une portée accrue.